# Imagine Dragons
Imagine Dragons es una banda estadounidense de pop rock originaria de Las Vegas, Nevada. Está compuesta por Dan Reynolds (vocalista, baterista), Wayne Sermon (guitarrista) y Ben McKee (bajista). Ganó el reconocimiento mundial con el lanzamiento de su álbum de estudio debut «Night Visions» (2012), y con su canción «It's Time».
Billboard los colocó en la cima de su lista de popularidad de 2013 "Year In Rock", y los llamó "la banda revelación de 2013". La revista Rolling Stone llamó a su canción «Radioactive» del álbum «Night Visions» "el mayor éxito rock del año". Mientras que MTV los llamó "la banda revelación del año". «Radioactive» es la segunda canción con más semanas dentro del Billboard Hot 100 en la historia, con un total de 87 semanas.
«Night Visions» alcanzó su punto máximo en el número dos de la lista semanal Billboard 200 y en UK Albums Chart. Su segundo álbum de estudio, «Smoke + Mirrors», alcanzó el número uno en los Estados Unidos, Canadá y el Reino Unido.
Imagine Dragons ganó dos American Music Awards por "Artista Alternativo Favorito", un premio Grammy a la mejor interpretación rock, cinco premios Billboard Music Awards y un premio World Music Award. En mayo de 2014, la banda obtuvo un total de catorce nominaciones en diferentes categorías en los Billboard Music Awards, incluyendo "Top Artist of the Year" y un Milestone Award, el cual reconoce la innovación y la creatividad de varios artistas a través de diferentes géneros.
Hasta enero de 2017, Imagine Dragons había vendido 9 millones de copias de sus álbumes, y 27 millones en sencillos.

## Historia

### Primeros años (2008-2011)
En 2008, el vocalista Dan Reynolds conoció al baterista Andrew Tolman en la Universidad Brigham Young, donde ambos eran estudiantes. Reynolds y Tolman añadieron a Andrew Beck, Dave Lemke, y Aurora Florence para tocar la guitarra, el bajo, y el piano, respectivamente. El nombre de la banda surgió de un anagrama del nombre original Ragged Insomnia y fue revelado en el vídeo "On Top of the World". En 2009, Tolman reclutó a Wayne Sermon, su viejo amigo de la escuela secundaria, que se había graduado de Berklee College of Music, para tocar la guitarra. Tolman más tarde reclutó a su esposa, Brittany Tolman, para cantar en los coros. Lemke dejó la banda más adelante, al mismo tiempo que Sermon reclutaba a otro estudiante de música de Berklee, Ben McKee, para trabajar como el bajista y terminar la formación. La banda ganó un gran número de seguidores en su ciudad natal, Provo, Utah, antes de que los miembros se trasladaran a Las Vegas, la ciudad natal de Dan Reynolds, donde la agrupación grabó y lanzó sus primeros tres Extended Playlist de manera oficial.
La banda lanzó los EPs titulados «Imagine Dragons»en 2008 y «Hell And Silence» en 2010, ambos grabados en “Battle Born Studios”, en Las Vegas, regresando más tarde en 2011, cuando grabaron su tercer EP, «It's Time», antes de firmar un contrato discográfico.
Tuvieron su primer gran concierto cuando el vocalista de Train, Pat Monahan, cayó enfermo justo antes del Bite of Las Vegas Festival 2009. Imagine Dragons fue llamado para presentarse frente a una multitud de más de 26,000 personas. Lograron obtener varios premios locales, tales como "Mejor CD de 2011" (Vegas SEVEN), "Mejor banda indie local" en 2010 (Las Vegas Weekly), "Newest Must See Live Act" de las Vegas (Las Vegas CityLife), Vegas Music Summit Headliner de 2010.
En noviembre de 2011 firmaron con Interscope Records y comenzaron a trabajar con el productor inglés, ganador del Grammy, Alex Da Kid. Finalmente, los Tolman dejarían el grupo y Daniel Platzman sería reclutado en agosto de 2011 por invitación de Ben McKee, junto a la tecladista Theresa Flaminio; antes de la firma del contrato discográfico de la banda en noviembre de 2011.

### Éxito internacional yNight Visions(2012-2014)
Theresa Flaminio partió de Imagine Dragons a principios de 2012, dejándolos como un cuarteto. La banda trabajó en estrecha colaboración con Alex Da Kid, con quien grabaron su primer gran lanzamiento dentro de “Westlake Studios” en West Hollywood, California. Un EP titulado «Continued Silence», fue lanzado el día de San Valentín (14 de febrero de 2012) digitalmente y alcanzó el número 40 en el Billboard 200. La banda también lanzó otro EP titulado «Hear Me» en 2012.
Poco después, «It's Time» fue lanzado como sencillo y alcanzó el puesto número 15 en el Billboard Hot 100. El video musical se estrenó el 17 de abril de 2012 en todos los afiliados de MTV y posteriormente fue nominado para un MTV Video Music Award en la categoría de "Mejor Video de Rock". Más tarde, «It's Time» fue certificado como doble platino por la RIAA.
La banda terminó de grabar su álbum debut, «Night Visions» en el verano de 2012 en el “Studio X” dentro del Palms Casino Resort y lo lanzó en Estados Unidos el día 4 de septiembre de 2012, alcanzando el número 2 en el Billboard 200, con cerca de 83.000 copias vendidas en su primera semana, la más alta cantidad para un álbum debut de rock desde 2006. El álbum también alcanzó el n.º 1 en los listados de ventas de álbumes de Billboard, Alternative y Rock, así como también logró entrar al "top ten" de las listas australianas, austríacas, canadienses, neerlandesas, alemanas, irlandesas, noruegas, portuguesas, escocesas, españolas y británicas. Ganó un Billboard Music Award por "Top Rock Album" y fue nominado para un Premio Juno por "Álbum Internacional del Año". Night Visions fue certificado platino por la RIAA, así como también en Australia, Austria, Brasil, Canadá, México, Nueva Zelanda, Polonia, Portugal, Suecia, Suiza y el Reino Unido. El álbum produjo tres temas que llegaron al Billboard Top 40, cuatro sencillos en el Top 40 de ARIA y cinco temas en el Top 40 del Reino Unido.
El segundo sencillo del álbum, «Radioactive» alcanzó el primer lugar en las listas Billboard Alternative Songs, Billboard Rock Songs y la lista de éxitos musicales de Suecia, vendiendo más de siete millones de copias en los Estados Unidos, rompiendo récords al pasar 87 semanas en el Billboard Hot 100. «Radioactive» se mantuvo en el número 1 de la lista Hot Rock Songs estableciendo un nuevo récord de 23 semanas y, en última instancia, se convirtió en el mayor éxito, dentro del género, de 2013. Alcanzó el puesto número 3, convirtiéndose en su primer top ten en Estados Unidos y rompió el récord de la estancia más larga entre los cinco primeros. Es la canción de rock más vendida en la lista que recaba Nielsen SoundScan. A finales de 2013, «Radioactive» ya había vendido más de 3 millones de copias. Rolling Stone lo llamó "el mayor éxito de rock del año". También fue la canción con más "stream" de 2013 en Spotify en los Estados Unidos. Fue nominada para el premio Grammy por "Grabación del Año" y por "Mejor Interpretación Rock" en la edición número 56 de su ceremonia anual, ganando el último de los dos. En 2015, fue certificado como diamante por la RIAA por la venta de más de 10 millones de copias en los Estados Unidos.
El tercer sencillo, «Demons», alcanzó el primer lugar en Billboard Pop Songs y n.º 6 en el Billboard Hot 100 y ha vendido más de 5 millones de copias en Estados Unidos hasta la fecha.
Billboard los enumeró como uno de "Las estrellas más brillantes de 2012" y más adelante "La banda revelación del año" en 2013. Imagine Dragons, en 2014, ganó varios premios Billboard Music Awards por Top Duo / Group, Top 100 Hot Artist, y Top Rock Artist. Amazon.com llamó a la banda su "artista de rock favorito de 2012".

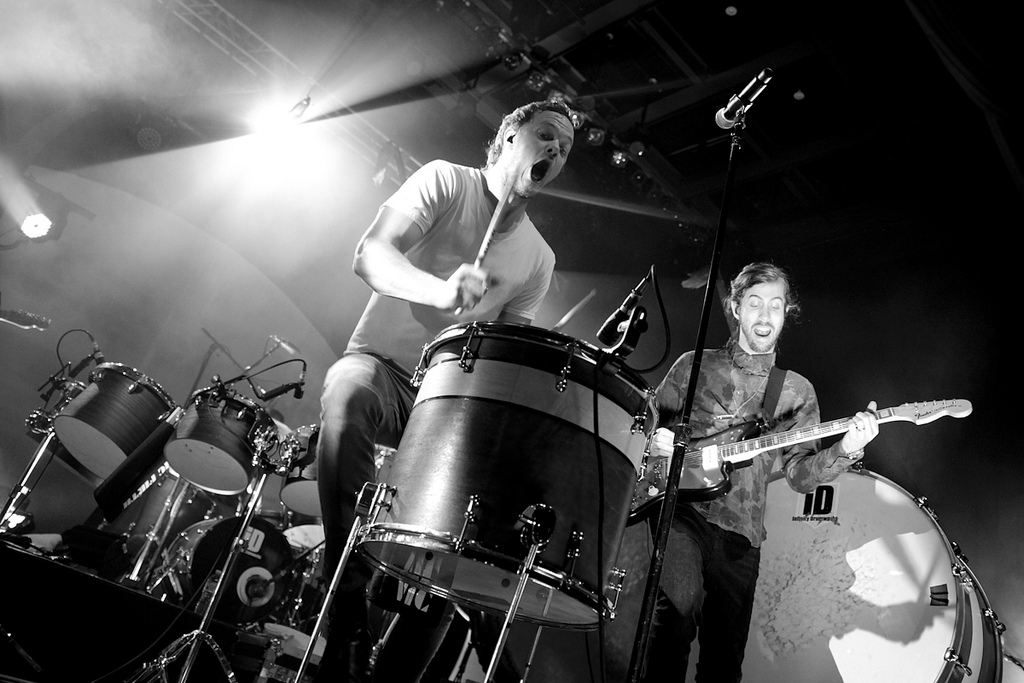
Imagine Dragons en 2013

En 2013, Imagine Dragons volvió a Europa y América del Norte con el «Night Visions Tour». La banda anunció 13 fechas adicionales a su tour de verano de los Estados Unidos que también agotaron. La banda entonces anunció un tour de en anfiteatros por Norteamérica. La banda también confirmó que no podían cumplir la solicitud de presentarse junto a Muse. Pollstar enumeró a la banda en su lista de los 20 mejores "tours" por la taquilla promedio que logró recaudar, a pesar de que el precio del boleto es el tercero más bajo en la lista.
Más tarde, la banda lanzó su primer álbum en vivo, «Live at Independent Records», en abril de 2013.

### Smoke + Mirrors(2014-2016)

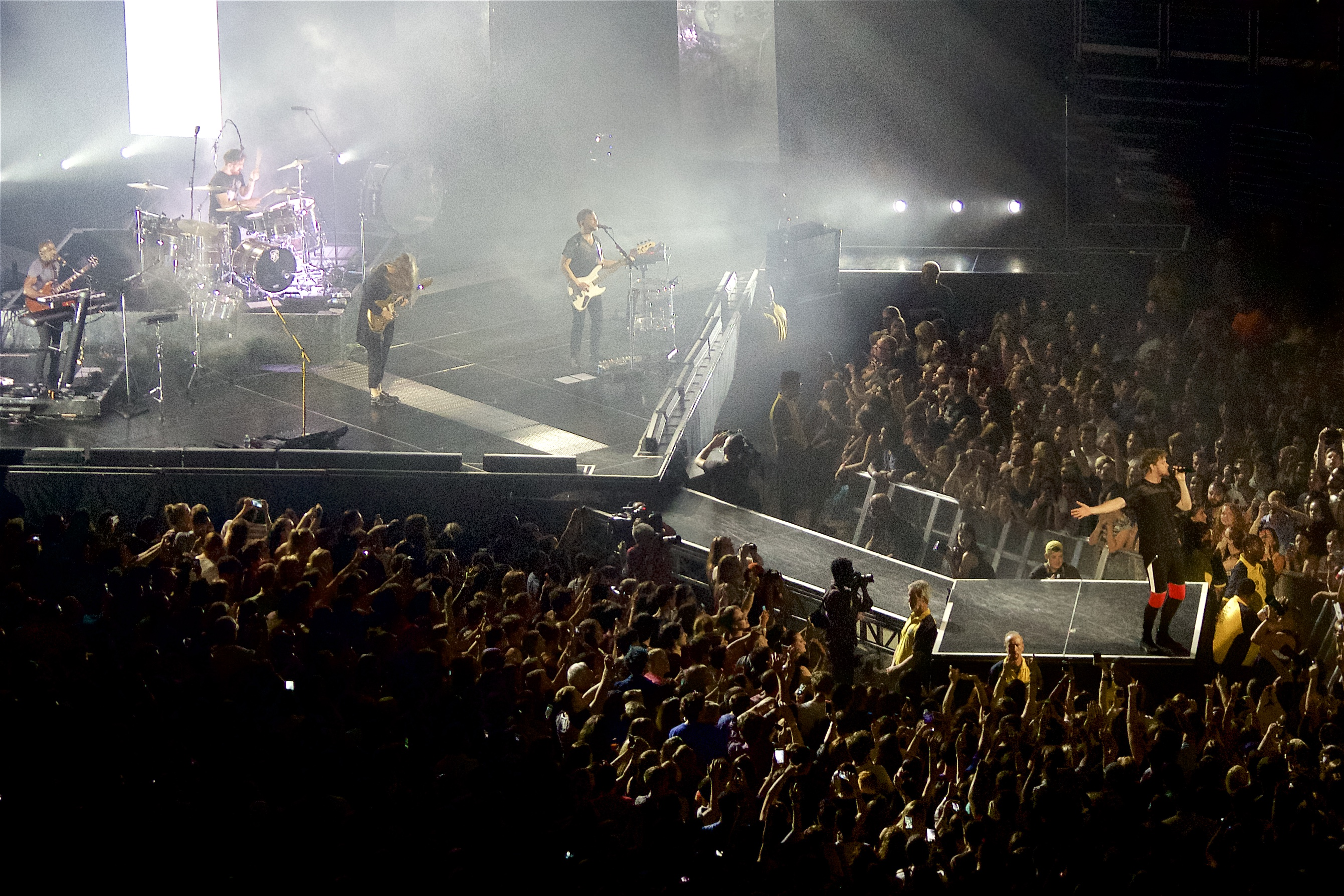
Imagine Dragons en el Smoke + Mirrors Tour, julio de 2015.

En el Lollapalooza de São Paulo, Brasil, la última fecha del Into the Night Tour, la banda anunció un descanso, y además agregó: «Este es nuestro último show por un tiempo, y no hay mejor lugar para terminar esta gira». La conclusión del Into the Night Tour marcó el final del ciclo del álbum «Night Visions». El vocalista Dan Reynolds bromeó sobre el fin del ciclo de «Night Visions», diciendo: «Nosotros siempre estamos escribiendo en la carretera, [Así que] ese segundo álbum vendrá, a menos que nos muramos a la edad de 27, el año que viene. Si tenemos suerte no moriremos y habrá un segundo álbum, no sé cuando será, pero puede venir».
La idea detrás del segundo álbum de estudio, al que tomaron como su «propósito de Año Nuevo», que era crear música y terminarla cuando la banda sintiera conveniente. Reynolds dijo a MTV en 2014 que la banda quería «sacar un disco con el que estemos muy contentos». Dijo además que «tendemos a ser perfeccionistas, demasiado duros con nosotros mismos a veces, y no queremos apresurar nada porque sabemos como van las cosas. No queremos sacar un nuevo material hasta que realmente nos sintamos bien con él, ya sabes, y quién sabe cuánto tiempo tomará». Desde el inicio del «Night Visions Tour», la banda había estado escribiendo nuevo material para un próximo álbum; ya en la gira, habían grabado demos para el álbum, mucho antes de entrar en el estudio. En el momento en que entraron en el estudio para trabajar en el álbum, ya habían acumulado 50 demos con los cuales trabajar. Las maquetas son descritas por Reynolds como «decididamente distintas», pero añadió que «sigue siendo Imagine Dragons, pero tenemos mucho crecimiento y maduración como una banda. Creo que el nuevo material va a ser, esperamos, un paso en la dirección correcta. Estamos tratando de crear y hacer lo que sale y lo que se siente bien». El baterista Daniel Platzman agregó que la banda es crítica de sí misma, por lo que «no hay espacio para la presión externa».
Inspirado en gran medida por los viajes de la banda tanto en sus giras anteriores como en el «Night Visions Tour», el álbum explora la cultura mundial como un tema musical y será el tema general del álbum. Dan Reynolds dijo al periódico The Times-Picayune, de Nueva Orleans, que había «mucha inspiración para ser extraída [de la gira mundial]. Te das cuenta de que eres mucho más pequeño de lo que crees». Además, Reynolds declaró a la revista de música Rolling Stone que el siguiente álbum será "diferente" a «Night Visions», y que la banda pretende que el álbum se "despeje un poco". Agregó que «hemos agregado muchas influencias de hip-hop en «Night Visions», pero creo que el próximo disco será más inspirado en el rock, es demasiado pronto para decir, pero hay algunas cosas extrañas en estas canciones». Previo al lanzamiento del álbum, Imagine Dragons lanzó una serie de sencillos para otros proyectos incluyendo una canción para la película Transformers: Age of Extinction, llamada «Battle Cry» (lanzada el 2 de junio de 2014) y el tema «Warriors» (lanzada el 18 de septiembre de 2014) para la cuarta edición del Campeonato Mundial de League of Legends.
El 24 de octubre, revelaron el sencillo principal del próximo álbum, «I Bet My Life» a través de varios fragmentos visuales en Facebook e Instagram, siendo lanzada el 27 de octubre y enviada a la radio alternativa de E.U. y formalmente reproducida el 3 de noviembre.Previamente, la agrupación se presentó en el Estadio Mundialista de Seúl, Corea del Sur, durante la ceremonia de apertura del Capeonato Mundial de League of Legends y en el espectáculo de medio tiempo en la 102.ª Grey Cup en Vancouver, Columbia Británica.
El 12 de diciembre de 2014, Imagine Dragons publicó en las redes sociales una solicitud para que sus seguidores en los Estados Unidos miraran alrededor de su ciudad para buscar algunas sorpresas y publicar sus hallazgos. También insinuaron acerca de dos lugares en Las Vegas. Trabajando con Metric, con quién hicieron un conjunto acústico de tres canciones, Imagine Dragons se presentó en el Mayan Theatre de Los Ángeles el 5 de febrero de 2015. El set de media hora incluyó sus sencillos más conocidos, «It's Time» y «Radioactive» de su álbum debut «Night Visions». La presentación fue el debut en vivo de «Summer» y «I'm So Sorry», junto con «Gold» y «I Bet My Life», canciones que forman parte de su segundo álbum de estudio «Smoke + Mirrors», que fue lanzado el 17 de febrero de 2015, acompañado de su segunda gira de conciertos, «Smoke + Mirrors Tour», iniciando formalmente en Santiago de Chile. Durante la gira de la banda, Imagine Dragons lanzó dos sencillos sin álbum: «Roots» el 26 de agosto de 2015 y «I Was Me»el 12 de octubre de 2015 a través de iTunes. La banda también lanzó un cover de «I Love You All the Time», de Eagles of Death Metal, el 18 de diciembre de 2015, en apoyo de las víctimas de los ataques de noviembre de 2015 en París. El «Smoke + Mirrors Tour» terminó el 5 de febrero de 2016 en Ámsterdam, Holanda.
En una entrevista, Dan Reynolds dijo a Billboard que la banda tendría un hiato (descanso) para el resto de 2016, afirmando que «Este es el año en que vamos a tomar un tiempo libre.No hemos parado en, como seis años, así que nos hemos obligado a tomarnos al menos un año de descanso». La banda estrenó una película de concierto, titulada Imagine Dragons In Concert: Smoke + Mirrors, en algunos cines el 2 de marzo de 2016. La película fue lanzada más tarde en CD + DVD y Blu-Ray bajo el título «Smoke + Mirrors Live». También lanzaron la canción «Not Today» para la banda sonora de la película Yo Antes de Ti, el 28 de abril de 2016. La banda también aparece en la banda sonora de la película Escuadrón suicida. La canción, titulada «Sucker for Pain», contiene como artistas invitados a Lil Wayne, Wiz Khalifa, Logic, Ty Dolla $ign y X Ambassadors. Finalmente, la banda grabó la canción «Levitate» para la película de ciencia ficción Pasajeros, lanzada como sencillo el 28 de noviembre de 2016.

### Evolve(2017-2018)

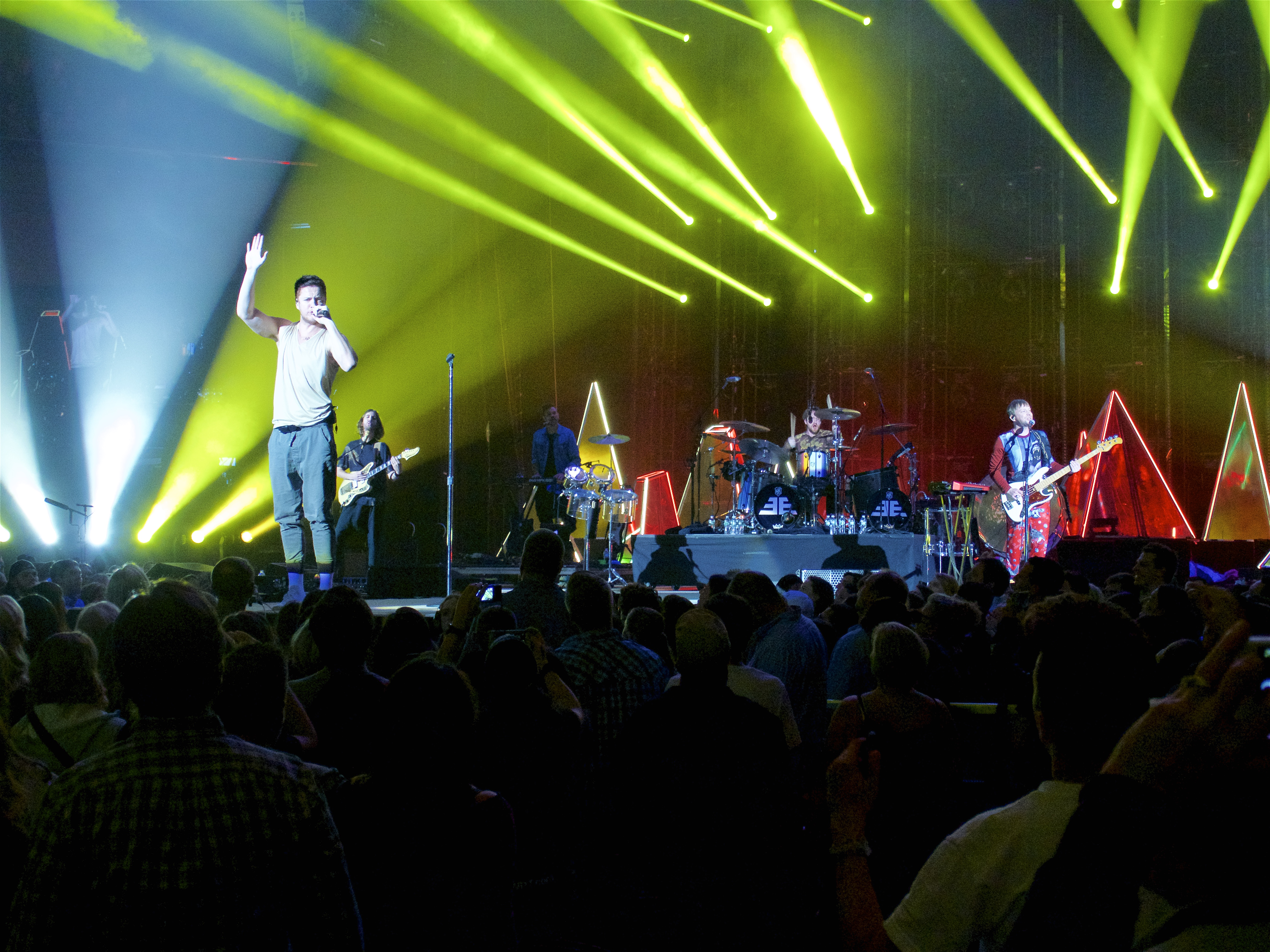
Imagine Dragons en Uncasville, Connecticut (Estados Unidos), noviembre de 2017.

El 27 de septiembre de 2016, Imagine Dragons empezó a insinuar sobre su tercer álbum de estudio con un tuit que decía "estudio". La banda continuó publicando mensajes crípticos en su cuenta de Twitter durante los próximos cuatro meses. El 24 de enero de 2017, la banda comenzó a publicar una serie de videos que probablemente anunciaban el primer sencillo del álbum. Los clips presentaban al cantante Dan Reynolds dibujando imágenes surrealistas. El código Morse estaba oculto en los videos y se traducia como "objetos del mismo color". El 31 de enero, Imagine Dragons lanzó «Believer» como el sencillo principal de su próximo álbum.
Más tarde, Imagine Dragons lanzó a la luz su nuevo sencillo  «Thunder» el 27 de abril de 2017, y su respectivo videoclip el 2 de mayo.
El 8 de mayo de 2017, la banda anunció en sus redes sociales el nombre de su tercer álbum de estudio, «Evolve», acompañado del anuncio de una nueva gira mundial para apoyar su lanzamiento, llamada «Evolve World Tour», cuyo inicio fue el 26 de septiembre de 2017, en Phoenix, Arizona.
El 9 de mayo del mismo año, lanzó «Whatever It Takes» como el tercer sencillo del álbum. En menos de 8 horas de su lanzamiento había obtenido más de medio millón de visitas en YouTube.
El 14 de febrero de 2018, Imagine Dragons anunció un nuevo sencillo titulado «Next To Me» en Twitter. La canción fue lanzada en un relanzamiento de «Evolve» el 21 de febrero de 2018. El vídeo oficial fue publicado el día 13 de marzo del mismo año.

### Origins(2018-2020)
El 12 de julio de 2018, Imagine Dragons anunció a través de Twitter una nueva canción, titulada «Natural». La canción fue lanzada el 17 de julio de 2018, siendo usada más tarde como el himno de la temporada 2018 ESPN College Football. El 18 de septiembre, la banda anunció que el próximo día saldría una nueva canción, «Zero», la cual fue escrita para la banda sonora de la película Ralph Breaks the Internet.
El 3 de octubre de 2018, Imagine Dragons anunció su cuarto álbum de estudio, «Origins», quienes lo han descrito como un álbum hermano de su trabajo anterior, «Evolve», declarando que «Origins» completaría ese ciclo de su música. A finales de ese mes, la banda anunció otro sencillo, «Machine», estrenado el 30 de octubre, y el 6 de noviembre fue lanzada «Bad Liar», tres días antes del estreno del álbum.
La banda de pop/rock estadounidense fue un punto destacado en el espectáculo previo a la final de la UEFA Champions League en 2019. Este evento, que tuvo lugar antes del partido decisivo entre Liverpool y Tottenham Hotspur marcó una ocasión especial donde la música se fusionó con el deporte de élite.
En diciembre de 2019 Dan Reynolds, vocalista de la banda, anunció que se retirarían temporalmente, pues después de más de una década de dedicarse a la música, necesitaban tiempo libre para cuidar de su familia.

### Mercury – Acts 1 & 2(2021-2023)
Luego de una pausa indefinida de 3 años, la agrupación decidió reunirse con el productor Rick Rubin en “Shangri La Studios” para trabajar en su quinto álbum de estudio. Sin embargo, durante la producción, el vocalista Dan Reynolds se dio cuenta de que había dos temas diferentes en los que estaban trabajando, por lo que era necesario abordarlo en dos discos: 

#### Mercury – Act 1(2021)
El 8 de marzo de 2021, tras una serie de publicaciones que insinuaba el regreso de la agrupación, fue anunciado en las redes sociales el lanzamiento del sencillo doble «Follow You / Cutthroat», estrenado formalmente el 12 de marzo, siendo las primeras canciones que la banda publicaba tras el estreno de «Birds (feat. Elisa)» y las primeras canciones que formarían parte de su próximo quinto álbum de estudio. Poco después del estreno de «Wrecked», su tercer sencillo, en julio de 2021, «Mercury – Act 1» fue lanzado el 3 de septiembre de 2021 como la primer mitad que conformaría su quinto álbum de estudio.
Al igual que en su trabajo anterior, «Mercury – Act 1» tuvo una recepción crítica mixta, sin embargo, debutó en el número nueve en los Estados Unidos. Su lanzamiento coincidió con el anuncio de la cuarta gira de conciertos de la banda como forma de apoyarlo, la cual se nombró «Mercury World Tour» e inició en Miami el 6 de febrero de 2022. Asimismo, la banda lanzó dos sencillos promocionales para difundir su estreno: «Monday», cuyo video musical se estrenó el 24 de septiembre y «Lonely», la cual fue enviada a la radio italiana el mismo día. En octubre, Imagine Dragons y el rapero J.I.D lanzaron el sencillo «Enemy», como el tema principal de la serie animada Arcane, de Netflix y Riot Games. Debido al éxito de la canción, fue agregada a «Mercury – Act 1» el 4 de febrero de 2022, en plataformas digitales y servicios de streaming.

#### Mercury – Act 2(2022)
Tras el lanzamiento de «Mercury – Act 1», la banda continuó trabajando con Rick Rubin para terminar de producir los temas que conformarían la segunda parte de su quinto álbum de estudio. En 2022, el vocalista Dan Reynolds comentó que sería publicado previo al inicio de la tercer etapa de la gira.  
El 11 de marzo de 2022, fue lanzado «Bones», como el sencillo principal de «Mercury – Act 2», y al día siguiente fue agrega al repertorio de canciones del Tour. El 6 de abril, la banda anunció que «Mercury – Act 2» sería lanzado el 1 de julio de 2022 como parte de un álbum doble de 32 canciones, en compañía de su predecesor. Luego de publicar un teaser trailer del álbum, Imagine Dragons comenzó a dejar pistas de la canción «Sharks», sencillo lanzado el 24 de junio de 2022, y que los fans tuvieron que armar previamente con algunos archivos de audio que la agrupación había dejado secretamente en diferentes piezas de rompecabezas que, al juntarlas, creaban el póster oficial de la canción. Unos días más tarde, con el lanzamiento del trailer oficial de «Mercury – Act 2», se pudieron escuchar tres fragmentos de otras canciones pertenecientes al álbum: «Younger», «Ferris Wheel» y «Symphony».
El 1 de julio de 2022, fue estrenó el álbum doble «Mercury – Acts 1 & 2», como el quinto álbum de estudio de la banda. Para apoyar su lanzamiento, la banda cambió el repertorio de canciones y agregó los temas «Younger», «Ferris Wheel», «Symphony», «Sharks» y «I'm Happy» pertenecientes al «Act 2», interpretándolas a partir de la tercer etapa del «Mercury World Tour», que inició el 5 de agosto de 2022 en Provo, Utah. Asimismo, «I Don't Like Myself», «Symphony» y «Crushed» fueron lanzados como sencillos promocionales de «Mercury – Acts 1 & 2» entre 2022 y 2023.
Durante la etapa del «Mercury World Tour» en Sudamérica, el baterista Daniel Platzman anunció que se tomaría un descanso temporal de la banda, alegando problemas de salud; siendo reemplazado por Andrew Tolman, ex-baterista y miembro fundador de Imagine Dragons, durante el resto de la gira, la cual finalizó el 8 de septiembre de 2023 en Alemania.

#### Imagine Dragons Live in Vegas (2023)
El 14 de julio de 2023, se estrenó en Hulu (para USA) y en Star Plus (para Latinoamérica) una película de concierto titulada «Imagine Dragons Live in Vegas», la cual muestra el concierto completo de la banda llevado a cabo en el Allegiant Stadium de Las Vegas el 10 de septiembre de 2022. Más tarde el concierto fue publicado como su cuarto álbum en vivo el 28 de julio de 2023. Su interpretación de «Believer» fue lanzada como sencillo principal dos semanas antes.
El 30 de agosto de 2023, en colaboración con Bethesda Softworks, la banda lanzó el sencillo «Children of the Sky», como parte de la promoción del videojuego Starfield.

### LOOM(2024-presente)
El 10 de marzo de 2024, la banda comenzó a dar promocionar el estreno de nueva música, iniciando con pequeños avances de su próxima canción. El 3 de abril, «Eyes Closed» fue lanzada junto al videoclip oficial, como el sencillo principal para su sexto álbum de estudio.
El 22 de abril la banda dio a conocer el nombre del álbum, titulado «LOOM», y la fecha de lanzamiento esta prevista para el 28 de junio de 2024. Semanas más tarde, la banda compartió una fotografía, anunciando una nueva colaboración, revelándose más tarde que  un remix de «Eyes Closed» sería publicado a principios de mayo, con el artista colombiano, J Balvin, como el artista invitado en la canción.
El 24 de mayo, la banda lanzó «Nice to Meet You» como el segundo sencillo del álbum.

#### Salida de Daniel Platzman
Tras haber dejado la agrupación de forma temporal en marzo de 2023, durante la etapa Latinoamericana del «Mercury World Tour», Daniel Platzman anunció formalmente su salida de Imagine Dragons en agosto de 2024, con la finalidad de centrarse en sus proyectos personales. Pese a que anunció su salida luego del lanzamiento de «LOOM», la agrupación había dado indicios de la salida oficial de Platzman de la banda, omitiendo su nombre de los miembros que conformaban Imagine Dragons en los créditos del álbum. Debido a esto, la banda volvió a recurrir al exmiembro y baterista Andrew Tolman como miembro en el escenario para los conciertos de la agrupación durante el «LOOM World Tour».

#### Reflections (From The Vault Of Smoke + Mirrors)(2025)
En conmemoración del décimo aniversario de «Smoke + Mirrors», la agrupación anunció en sus redes sociales el lanzamiento de un álbum recopilatorio de catorce demos creados durante las sesiones de grabación de «S+M», titulado «Reflections (From The Vault Of Smoke + Mirrors)» lanzado el 23 de febrero de 2025 y precedido por un sencillo, «Monica (Demo)».
No obstante, el álbum estuvo lleno de controversias. Pese a que la banda había anunciado que todos los demos formaban parte de las sesiones de grabación de «Smoke + Mirrors», los fans observaron que la mayoría de demos fueron creados antes o después del fin de la era «S+M», lo que decepcionó a varios de los seguidores de la agrupación.

## Apariciones en televisión
Imagine Dragons interpretó «It's Time» en vivo en The Tonight Show con Jay Leno (2012), Jimmy Kimmel Live! (2012), Late Night con Jimmy Fallon (2012), y Conan (2013). De igual manera interpretaron «Radioactive» en vivo durante el programa Jimmy Kimmel Live! (2012), The Late Show with David Letterman (2013), The Tonight Show with Jay Leno (2013), Late Night with Jimmy Fallon (2013) y en los MTV Europe Music Awards (2013). También se presentaron en Good Morning America (2013), (2015). La banda realizó un show exclusivo para la sexta temporada final de la serie de televisión Live from the Artists Den (2013). La banda también actuó en los premios American Music Awards de 2013, MTV Europa Music Awards (2013), Grammy Awards (2014), Saturday Night Live (2014), en los Billboard Music Awards (2014) y MuchMusic Video Awards (2014). También encabezaron el concierto All-Star Target de la MLB (2014) y la inauguración del Festival Made In America Music en Los Ángeles. Imagine Dragons interpretó una versión de «Revolution» en The Night That Changed America: A Grammy Salute to The Beatles. (2014).
El 24 de octubre de 2013, Imagine Dragons fueron los invitados especiales y protagonizaron un episodio de Impractical Jokers de TruTV, donde los perdedores, Joe y Sal, tuvieron que actuar como "Señora Lanza" en un concierto lleno en Nikon at Jones Beach Theat. Los miembros de la banda se unieron a Murr y Q en los hijinks.
La banda también ha interpretado «I Bet My Life» en los American Music Awards de 2014, y The Ellen DeGeneres Show (2015). También se han presentado con «Shots» en The Tonight Show Starring Jimmy Fallon (2015), Jimmy Kimmel Live! (2015), y The Ellen DeGeneres Show (2015).
Imagine Dragons también apareció en el primer episodio de la serie de 2015, Los Muppets, donde interpretaron parte de la canción «Roots». Además, el compositor Hans Zimmer ocupó parte del sonido de la canción «I'm So Sorry» para crear el tema del villano Kai de la película Kung Fu Panda 3.

## Contribuciones a la caridad

### Fundación Tyler Robinson
En 2013, junto con la familia de Tyler Robinson, Imagine Dragons comenzó una organización benéfica llamada The Tyler Robinson Foundation, ayudando a los jóvenes a luchar contra el cáncer. Comenzando en 2014, la primera Gala anual de la Fundación Tyler Robinson se llevó a cabo en Las Vegas. Imagine Dragons se presentó para "Playing It Forward" (S1 E2) para recaudar $ 100 000 para programas de música en escuelas. En 2013, la banda se asoció con mtvU para ayudar a elegir cuatro becarios de Fulbright-mtvU. En 2013, Imagine Dragons se asoció con Do The Write Thing: Campaña Nacional para Detener la Violencia para un evento de recaudación de fondos. Imagine Dragons se presentó, como parte de un concierto de Amnistía Internacional, "Bringing Human Rights Home" en Brooklyn el 5 de febrero de 2014. En 2015, Imagine Dragons lanzó la canción «I Was Me» para el proyecto One4, donde todos los ingresos serían destinados a la Agencia de Refugiados de la ONU para apoyar a los refugiados que huyen, particularmente de Medio Oriente. Imagine Dragons también lanzó un cover de la canción «I Love You All the Time» para beneficiar a las víctimas de los ataques terroristas en París.

## Estilo musical
La marca distintiva de Imagine Dragons es su "mezcla de sonido". El productor Alex da Kid comentó una vez, cómo el sonido de Imagine Dragons era perfecto para "difuminar las líneas entre géneros". Este era ciertamente el caso para su hit «Radioactive», que subió a lo más alto del Hot 100, Alternative, y las listas Mainstream Top 40. Según el vocalista Dan Reynolds, la canción tenía un crossover de "rock/dubstep" que "fue fundamental para su éxito". En conjunto, el sonido de la banda es una mezcla de rock alternativo y pop, que se centra en graves profundos , fuertes sonidos de batería y poderosas voces. En la industria de la música, el sonido de Imagine Dragons se describe como claramente "rítmico".

### Influencias
Dan Reynolds (voz principal) menciona que Arcade Fire, Muse, The Beatles, Linkin Park, Depeche Mode, Paul Simon, Harry Nilsson y Nirvana son influencias tanto personales como para la banda. En términos de éxito, da crédito al trabajo pionero de bandas como Foster the People y Mumford & Sons, que en los últimos años llevan a un nuevo nivel el indie rock en los negocios.

### Cultura de la banda
El cantante Dan Reynolds señaló una vez que Imagine Dragons es una "banda atípica", en la que su imagen diverge de la del grupo de rock medio. Dos de los cuatro miembros no están tatuados, y el grupo elige no asistir a las "afterpartys"; sobre las modas estereotipadas, Reynolds afirma que son "opciones de estilo de vida" y que aun así se mantiene el "espíritu del rock'n'roll". Cuando la banda optó por asistir a un "afterparty", notaron el uno al otro que "no pertenecían a ese lugar", ya que llegaron a pie entre limusinas y coches de lujo. A menudo traen computadoras en el camino para jugar League of Legends y conectarse con los fanes a través de su Twitch Channel.

## Miembros
| Miembros actuales - Dan Reynolds – Voz principal, guitarra rítmica y líder, piano, teclados, bajo, batería y percusión. (2008 - presente) - Wayne Sermon – Guitarra líder, coros, mandolina, batería, chelo, percusión, piano y teclados. (2009 - presente) - Ben McKee – Bajo, coros, teclados, sintetizadores, batería, percusión y guitarra. (2009 - presente) Miembros en el escenario - Andrew Tolman – Batería (2023 - presente) | Miembros anteriores - Andrew Tolman – Batería, percusión, coros, guitarra rítmica (2008 - 2011) - Brittany Tolman – Piano, teclados, coros, guitarra rítmica y líder (2009 - 2011) - Theresa Flaminio – Piano, teclados y coros. (2011 - 2012) - Daniel Platzman – Batería, percusión, coros, violín, viola, teclados y guitarra rítmica (2011 - 2023) - Dave Lemke – Bajo y coros. (2008 - 2009) - Aurora Florence – Piano, teclados, coros y violín. (2008) - Andrew Beck – Guitarra y coros (2008) Miembros anteriores en el escenario - Ryan Walker – Piano, teclados, guitarra, mandolina, percusión y coros. (2012 - 2014) - William Wells – Piano, teclados, guitarra y coros (2015 - 2017). - Elliot Schwartzman – Piano, teclados, guitarra y coros (2017 - 2022) |

## Discografía
Álbumes de estudio
Night Visions
- Publicación: 4 de septiembre de 2012
- Sello discográfico: KIDinaKORNER/Interscope Records
- Formato: CD, vinilo, streaming, descarga digital y casete.

Smoke + Mirrors
- Publicación: 17 de febrero de 2015
- Sello discográfico: KIDinaKORNER/Interscope Records
- Formato: CD, vinilo, streaming y descarga digital.

Evolve
- Publicación: 23 de junio de 2017
- Sello discográfico: KIDinaKORNER/Interscope Records
- Formato: CD, vinilo, streaming y descarga digital.

Origins
- Publicación: 9 de noviembre de 2018
- Sello discográfico: KIDinaKORNER/Interscope Records
- Formato: CD, vinilo, streaming, descarga digital y casete

Mercury – Acts 1 & 2
- Publicación: 1 de julio de 2022
- Sello discográfico: KIDinaKORNER/Interscope Records
- Formato: CD, streaming y descarga digital.

LOOM
- Publicación: 28 de junio de 2024
- Sello discográfico: KIDinaKORNER/Interscope Records
- Formato: CD, vinilo, streaming, descarga digital y casete.

## Videografía
| Año  | Videoclip                                                                             |
| ---- | ------------------------------------------------------------------------------------- |
| 2012 | - It's Time - Radioactive                                                             |
| 2013 | - Demons - On Top Of The World                                                        |
| 2014 | - Warriors - I Bet My Life                                                            |
| 2015 | - Gold - Shots - Roots                                                                |
| 2017 | - Believer - Thunder - Whatever It Takes                                              |
| 2018 | - Next To Me - Born To Be Yours (with Kygo) - Natural - Zero                          |
| 2019 | - Bad Liar - Birds                                                                    |
| 2020 | - Nothing Left To Say                                                                 |
| 2021 | - Follow You - Cutthroat - Wrecked - Monday - Enemy (with J.I.D)                      |
| 2022 | - Bones - Sharks - Love of Mine (Night Visions Demo) - I Don't Like Myself - Symphony |
| 2023 | - Crushed - Children of the Sky (a Starfield song)                                    |
| 2024 | - Eyes Closed - Nice to Meet You - Wake Up - Stars Will Align (with Kygo)             |

## Premios
Imagine Dragons ha recibido un Premio Grammy, dos American Music Awards y cinco Billboard Music Awards.

### Premios por ventas
Imagine Dragons ganó la distinción de Billboard como el "Artista Top Rock N. 1 de 2013", así como el "No. 2 Artist Top Rock" de 2014. Night Visions ha permanecido en el Billboard 200 por más de 2 años consecutivos y fue el Álbum n.º 4 de 2013 (Estados Unidos) y el Álbum n.º 3 de 2013 (CAN). El sencillo "Radioactive" fue la "Canción Hot Rock No. 1" de 2013 de Billboard, " Canción Alternativa No. 1" de 2013, y es el sencillo con más tiempo en el Billboard Hot 100 (87 semanas). Imagine Dragons es el único artista con dos canciones en las diez canciones más descargadas de la historia del rock "Radioactive" (n.º 1) y "Demons" (n.º 8). Cinco nominaciones y premio al mejor grupo de rock en los Billboard Music Awards 2019

### Premios porstreaming
- Imagine Dragons fue el grupo número 4 con más "stream" en Spotify en los Estados Unidos en 2013, pero tuvo el álbum y la canción con mayor número de "streams" del año.[34]
- Imagine Dragons fue el grupo n.º 4 más "Shazameado" ( E.U.A.) en Shazam en 2013, pero fue el artista de rock más "shazameado" del año.[120]
- Imagine Dragons fue el grupo número 6 con más streaming en 2013 (sólo hubo dos artistas estadounidenses en el top).[121]
- Imagine Dragons fue el grupo número 13 con más "streams" de todos los tiempos en Spotify a partir de noviembre de 2014.[122]
- Imagine Dragons fueron el grupo con más streaming en el mundo en Spotify en 2014.[123]

### Premios de radio
- Imagine Dragons fue nombrado el "Artista Revelación del Año" por SiriusXM en  el año 2013.[124]

## Giras de conciertos
- Night Visions Tour (2010-2014)[125][126][127]
- Smoke + Mirrors Tour (2015-2016)
- Evolve World Tour (2017-2018)
- Mercury World Tour (2022-2023)
- LOOM World Tour (2024-presente)